# Флоріана (футбольний клуб)
«Флоріана» — мальтійський футбольний клуб з міста Флоріана. «Флоріана», вигравши 25 чемпіонатів Мальти і 18 національних кубків, є другим після «Сліма Вондерерс» за титулованістю клубом своєї країни. «Флоріана» постійний учасник єврокубків, в загальній складності понад 20 разів брала участь у розіграшах Ліги чемпіонів, Кубка кубків і Кубка УЄФА, але пройти далі другого раунду клубу не вдавалося.

## Досягнення
- Чемпіон Мальти (26): 1909-10, 1911-12, 1912-13, 1920-21, 1921-22, 1924-25, 1926-27, 1927-28, 1928-29, 1930-31, 1934-35, 1936-37, 1949-50, 1950-51, 1951-52, 1952-53, 1954-55, 1957-58, 1961-62, 1967-68, 1969-70, 1972-73, 1974-75, 1976-77, 1992-93, 2019-20
- Володар Кубка Мальти (21): 1937-38, 1944-45, 1946-47, 1948-49, 1949-50, 1952-53, 1953-54, 1954-55, 1956-57, 1957-58, 1960-61, 1965-66, 1966-67, 1971-72, 1975-76, 1980-81, 1992-93, 1993-94, 2010-11, 2016-17, 2021-22
- Володар Суперкубка Мальти (2): 1992-93, 2017
- Володар Кубка Кассара (10): 1921, 1923, 1936, 1937, 1950, 1952, 1953, 1954, 1958, 1961

## Сезони Ліги Чемпіонів УЄФА
| Сезон   | Турнір                       | Раунд            | Країна     | Команда            | Вдома | В гостях | Разом |
| ------- | ---------------------------- | ---------------- | ---------- | ------------------ | ----- | -------- | ----- |
| 1962-63 | Кубок Європейських чемпіонів | Попередній раунд | Англія     | Іпсвіч Таун        | 1-4   | 0-10     | 1-14  |
| 1968-69 | Кубок Європейських чемпіонів | 1 раунд          | Фінляндія  | Лахті              | 1-1   | 0-2      | 1-3   |
| 1970-71 | Кубок Європейських чемпіонів | 1 раунд          | Португалія | Спортінг (Лісабон) | 0-4   | 0-5      | 0-9   |
| 1973-74 | Кубок Європейських чемпіонів | 1 раунд          | Бельгія    | Брюгге             | 0-2   | 0-8      | 0-10  |
| 1975-76 | Кубок Європейських чемпіонів | 1 раунд          |            | Хайдук (Спліт)     | 0-5   | 0-3      | 0-8   |
| 1977-78 | Кубок Європейських чемпіонів | 1 раунд          | Греція     | Панатінаїкос       | 1-1   | 0-4      | 1-5   |
| 1993-94 | Ліга чемпіонів               | Попередній раунд | Литва      | Екранас            | 1-0   | 1-0      | 2-0   |
|         |                              | 1 раунд          | Португалія | Порту              | 0-0   | 0-2      | 0-2   |